# Mariah Carey
Mariah Carey (ur. 27 marca 1969 w Huntington) – amerykańska piosenkarka, kompozytorka, producentka muzyczna, aktorka, autorka tekstów piosenek i filantropka.
Obdarzona skalą głosu wynoszącą pięć oktaw. Podczas koncertów jej głos osiąga zarówno najwyższe, jak i najniższe tony rejestru gwizdkowego.
Jest trzecią (po Madonnie i Rihannie) artystką z największą liczbą sprzedanych nagrań w historii. Nakład ze sprzedaży jej wszystkich formatów muzycznych sięgnął 250 mln egzemplarzy na całym świecie. Jest również artystką zagraniczną z największą liczbą sprzedanych wydawnictw muzycznych w Japonii. Według Nielsen SoundScan w samych Stanach Zjednoczonych nakład ze sprzedaży płyt Carey przekroczył 52,6 mln egzemplarzy. Sprzedała 17,2 mln singli wydanych w formie CD oraz 13,8 mln wydanych cyfrowo. Piosenkarka tym samym osiągnęła największą liczbę sprzedanych płyt spośród kobiet w USA, w historii przemysłu muzycznego, od rozpoczęcia dokumentowania sprzedaży płyt przez Nielsen SoundScan.

## Życiorys

### Wczesne lata
Mariah Carey urodziła się w Huntington, w stanie Nowy Jork. Jej ojcem był Alfred Roy Carey (zm. 2002), a matką Patricia (z d. Hickey, zm. 2024). Jej rodzice poznali się w 1960 roku. Ojciec piosenkarki miał pochodzenie afroamerykańskie i afro-wenezuelskie, a matka – irlandzkie. Patricia była śpiewaczką operową i trenerką wokalną, a Alfred zarabiał na życie jako inżynier aeronautyki. Po ślubie para zamieszkała w Nowym Jorku. Rodzina Patricii zerwała z nią kontakt ze względu na pochodzenie etniczne małżonka. Mariah Carey wyjaśniła później, że podczas dorastania czuła się odrzucona przez krewnych ze strony matki, co miało na nią znaczący wpływ.
Utwór „They Call the Wind Maria” z broadwayowskiego musicalu „Paint Your Wagon” (1951) był inspiracją dla rodziców podczas wybierania imienia córki. Nazwisko Carey zostało przyjęte przez wenezuelskiego dziadka jej matki, Francisco Núñeza, kiedy ten wyemigrował do Nowego Jorku.
Rodzice Mariah rozwiedli się, kiedy ta miała trzy lata. Mariah miała ograniczony kontakt z ojcem, a z czasem zupełnie przestała go widywać. W szkole podstawowej zainteresowała się muzyką, literaturą i sztuką. Po kilku latach problemów finansowych matka Carey zarobiła wystarczająco dużo, aby przenieść się z rodziną do jednej z bezpiecznych i zamożnych dzielnic Nowego Jorku. Mariah zaczęła pisać wiersze i komponować melodie. Uczęszczała do szkoły Harborfields High School w Greenlawn, którą ukończyła w 1987. Matka wprowadziła ją w świat klasycznej opery, lecz Mariah nie interesowała się tym.
W szkole średniej zaczęła pisać piosenki z Gavinem Christopherem, który został jej asystentem i przygrywał jej na keyboardzie. Duet pisał i tworzył piosenki w piwnicy sklepu jego ojca, podczas ostatniego roku nauki Carey. Po skomponowaniu pierwszej piosenki „Here We Go 'Round Again” kontynuowali pisanie materiałów na demo Carey. Wkrótce piosenkarka zamieszkała w jednopokojowym mieszkaniu na Manhattanie, który dzieliła z czterema innymi studentkami. W celu zarobienia na czynsz pracowała jako kelnerka w różnych restauracjach. Nie porzuciła jednak ambicji muzycznych i dążyła do ukończenia demo. Gotowe demo z czterema utworami przekazywała wytwórniom muzycznym, ale bez powodzenia.

### Kariera

#### 1988–1992:Mariah CareyiEmotions

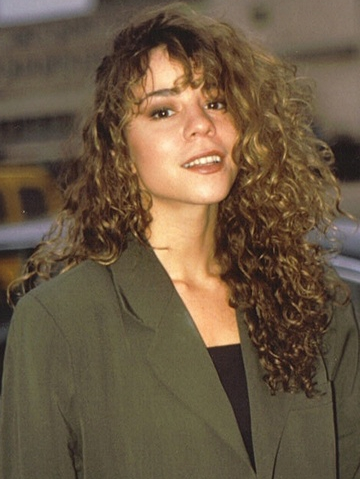
Carey (1990)

Pod koniec lat 80. zaprzyjaźniła się z piosenkarką Brendą K. Starr. W grudniu 1988 Carey towarzyszyła przyjaciółce w drodze do sali nagraniowej, gdzie wręczyła taśmę demo Tommy’emu Mottoli (szefowi wytwórni Columbia Records), który następnie odsłuchał jej w drodze powrotnej do domu. Po przesłuchaniu pierwszych dwóch utworów zainteresował się twórczością piosenkarki, a po dwutygodniowych poszukiwaniach Carey natychmiast podpisał z nią kontrakt płytowy. Podczas gdy Carey utrzymywała, że chce kontynuować pracę z Benem Marguliesem, Mottola zwerbował do projektu ówczesnych najpopularniejszych producentów muzycznych w branży, Rica Wake’a, Naradę Michaela Waldena i Rhetta Lawrence’a. Mottola planował wprowadzić na rynek Carey jako główną artystkę popową, która miałaby rywalizować z Whitney Houston i Madonną.
Columbia Records po ukończeniu debiutanckiego albumu piosenkarki, zatytułowanego „Mariah Carey”, wydała ponad 1 mln dolarów na promocję płyty. Mimo słabego początku, po udziale piosenkarki w czasie trwania ceremonii rozdania nagród Grammy w 1991 album dostał się na szczyt listy Billboard 200. Płyta pozostała na pierwszym miejscu listy sprzedaży przez 11 kolejnych tygodni i zapewniła artystce dwie nagrody Grammy: dla najlepszego nowego artysty i za najlepszy popowo-wokalny występ (singiel „Vision of Love”). Na albumie znalazły się jeszcze trzy utwory, które osiągnęły najwyższe pozycje na liście Billboard Hot 100 były to: „Love Takes Time”, „Someday” i „I Don’t Wanna Cry”. Carey stała się przy tym pierwszym artystą od czasów The Jackson 5, który miał pierwsze cztery single na pierwszym miejscu amerykańskiej listy przebojów. Wydawnictwo Mariah Carey stało się najlepiej sprzedającym się albumem w Stanach Zjednoczonych w 1991, przy łącznej sprzedaży ponad 15 mln egzemplarzy.
W 1991 zaczęła nagrywać album pt. Emotions, który miał oddać hołd dla gatunku motown soul, ponieważ ten wpłynął na nią, gdy była dzieckiem. W projekcie współpracowała z Walterem Afanasieffem, Robertem Clivillés i Davidem Cole z tanecznej grupy C+C Music Factory. Relacja Carey z Marguliesem pogorszyła się po tym, gdy po premierze albumu urzędnicy Sony wyraźnie wskazali, iż wynagrodzenie otrzymają jedynie współtwórcy płyty (para przed podpisaniem umowy Carey z wytwórnią zawarła własny kontrakt, w którym zgodzili się na podzielenie połowy zarobków). Margulies w końcu złożył pozew przeciwko Sony, co doprowadziło do zakończenia współpracy. Album Emotions został wydany 17 września 1991 i został przyjęty przez krytyków jako dojrzalszy od poprzedniego. Chociaż uznano, że poprawie uległy piosenki, produkcja i brzmienie głosu Carey, płyta została krytykowana za materiał słabszy niż na debiucie. Mimo krytyki album sprzedał się w nakładzie ponad 8 mln egzemplarzy.
Po debiucie dwóch pierwszych płyt krytycy muzyczni coraz częściej dopytywali się o plany Carey wobec związane z odbyciem międzynarodowej trasy koncertowej. Niedługo później piosenkarka i Walter Afanasieff zarezerwowali jej występ w MTV Unplugged, programie telewizyjnym nadawanym przez stację MTV. Na kilka dni przed nagraniem w programie Carey i Afanasieff pomyśleli o dodaniu coverowej wersji starszego utworu, aby sprawić publiczności niespodziankę. Wybrali „Someday”, piosenkę popularyzowaną w 1970 przez zespół The Jackson 5. 16 marca 1992 Carey wystąpiła w Kaufman Astoria Studios w Queens, a jej koncert spotkał się z krytycznym uznaniem, co doprowadziło do emisji programu ponad trzy razy częściej niż inne odcinki. Sukces skłonił urzędników Sony do wydania koncertu w wersji albumowej. Wytwórnia Sony Music Entertainment wydała występ w postaci minialbumu, zatytułowanego MTV Unplugged. Materiał okazał się dużym sukcesem komercyjnym, co kontrastowało ze spekulacjami krytyków muzycznych, że Carey jest tylko artystką studyjną. Za wysoką sprzedaż płyty otrzymała certyfikat poczwórnej platynowej płyty, a na przestrzeni lat również kilka złotych i platynowych płyt na europejskich rynkach muzycznych.

#### 1993–1996:Music Box,Merry ChristmasiDaydream

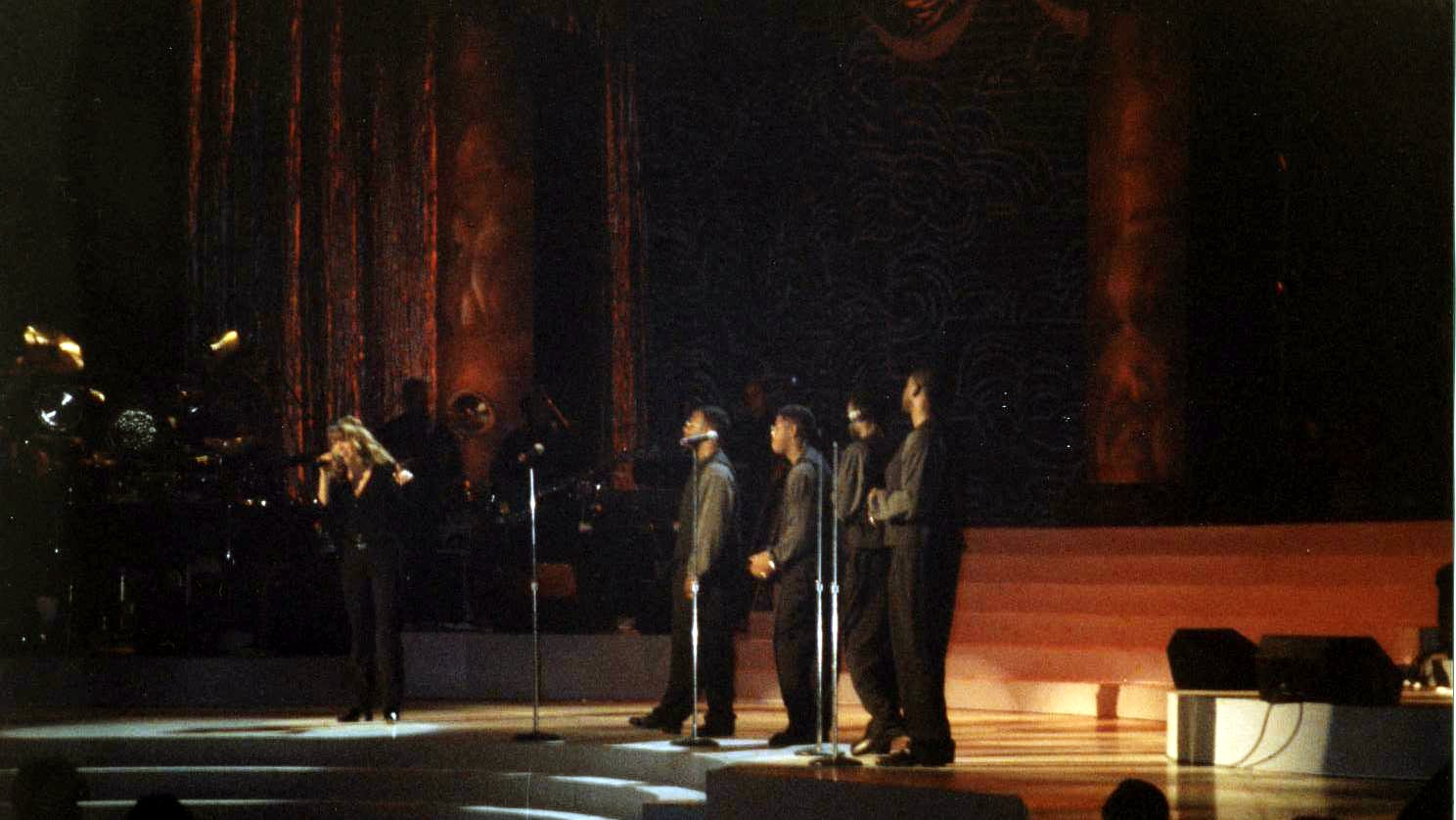
Carey i Boyz II Men podczas koncertu w Madison Square Garden (1995)

Na początku 1993 rozpoczęła pracę nad kolejnym albumem. Po tym, jak album Emotions nie osiągnął komercyjnego poziomu debiutanckiego albumu, Carey i wytwórnia Columbia Records doszli do porozumienia, że następna płyta będzie zawierała więcej wpływów brzmień muzyki pop, aby przyciągnąć szerszą publiczność. Podczas sesji pisania tekstów piosenek Carey pracowała głównie z Afanasieffem, z którym współtworzyła i wyprodukowała większość materiału. Album pt. Music Box został wydany 31 sierpnia 1993 i zadebiutował na pierwszym miejscu na liście Billboard 200. Wydawnictwo okazało się najlepiej sprzedającą się płytą w karierze piosenkarki, rozchodząc się w ponad 32 mln egzemplarzy. Album spotkał się z mieszanym przyjęciem ze strony krytyków muzycznych. Podczas gdy wielu pochwalało popowy wpływ albumu i mocne treści, inni uważali z kolei, że Carey w mniejszym stopniu wykorzystała swój uznany zakres wokalny. Ron Wynn z serwisu AllMusic opisał różne formy śpiewania Carey na albumie: „Dobrze, by było, aby Carey prezentowała inne elementy swojego podejścia, ale czasami nadmiar ducha jest lepszy od braku pasji”. „Hero”, drugi singiel z płyty, stał się jednym z najbardziej popularnych i inspirujących utworów Carey w jej dorobku oraz został ósmą piosenką artystki, która dotarła do pierwszego miejsca na liście przebojów w Stanach Zjednoczonych. Równie duży sukces osiągnęła dzięki coverowi utworu „Without You” Badfingera, który dotarł także na szczyt listy przebojów m.in. w Niemczech i w Szwecji. Wydawnictwo Music Box pozostało przez długi okres na pierwszym miejscu listy albumów w kilku krajach i ostatecznie stało się jednym z najlepiej sprzedających się albumów wszech czasów. Wkrótce po sukcesach na terytorium europejskim Carey wyruszyła w trasę koncertową pod hasłem Music Box Tour, która obejmowała występy w zaledwie sześciu miejscach w Ameryce Północnej.
Po sukcesie Music Box odeszła od mediów publicznych i w 1994 rozpoczęła pracę nad kolejnym projektem. Nagrała duet z Lutherem Vandrossem „Endless Love”, cover utworu Lionela Richie i Diany Ross. W październiku magazyn „Billboard” ogłosił, że Carey jeszcze w tym roku wyda album świąteczny. Album pt. Merry Christmas został wydany 1 listopada 1994, w tym samym dniu, w którym ukazał się pierwszy singiel albumu „All I Want for Christmas Is You”. Album stał się najlepiej sprzedającym się wydawnictwem świątecznym w historii i unormował sprzedaż globalną na poziomie 15 mln kopii. „All I Want for Christmas Is You” był singlem chwalonym przez krytykę i uważany jest za „jeden z niewielu godnych nowoczesnych dodatków do świątecznego kanonu”. Czasopismo „Rolling Stone” opisało singiel jako „standard świąt” i umiejscowiło go na czwartym miejscu na liście Największych rock and roll’owych piosenek świątecznych. Komercyjnie singiel stał się najlepiej sprzedającym się świątecznym dzwonkiem wszech czasów, który do 2010 rozszedł się w nakładzie 1,6 mln egzemplarzy w Stanach Zjednoczonych. Został także najlepiej sprzedającym się singlem w Japonii przez nieazjatyckiego artystę, osiągając sprzedaż na poziomie ponad 1 mln kopii (zgodnie z oficjalnymi danymi japońskiego zrzeszenia wydawców fonografii, Recording Industry Association of Japan). Według sprawozdania tygodnika „Billboard”, album Merry Christmas przekroczył próg sprzedaży 2,5 mln egzemplarzy w Japonii w 1996, stając się jednym z pięciu najlepiej sprzedających się albumów nagranych przez artystów nieazjatyckiego pochodzenia w historii.
Pod koniec 1994 Carey i Afanasieff zaczęli tworzyć materiał na kolejne wydawnictwo studyjne, którego premiera została zaplanowana na schyłkowy okres następnego roku. Album pt. Daydream ukazał się na rynku 3 października 1995 i osiągnął sprzedaż na poziomie 25 mln egzemplarzy. Nagrania łączyły popową wrażliwość Music Box z R&B i wpływami hip-hopu. Główny singiel z płyty, „One Sweet Day” pozostał na szczycie Hot 100 przez 16 tygodni i okazał się najdłużej przebywającym singlem na pozycji numer jeden na amerykańskiej liście przebojów w historii przemysłu muzycznego. Utwór był inspirowany śmiercią amerykańskiego producenta muzycznego Davida Cole’a. Daydream stał się najlepiej sprzedającym się albumem Carey w Stanach Zjednoczonych i jej drugim albumem, który otrzymał certyfikat diamentowej płyty w kraju (po Music Box). Utwór „One Sweet Day” okazał się z kolei najlepiej sprzedającym się singlem w karierze Carey – zgodnie z danymi Nielsen SoundScan, zakupiło go 2,3 mln nabywców w formie CD. Krytycznie album został zapowiedziany jako najlepszy jak dotąd Carey. Amerykański dziennik „The New York Times” nazwał go jednym z najlepszych albumów w 1995 i napisał o nim: „Najlepsze cięcia sprawiają, że tworzenie cukierkowego R&B staje się nowym tekstowym szczytem (...). Pisanie utworów przez Carey zrobiło krok naprzód i stało się bardziej zrelaksowane, seksowniejsze i w mniejszym stopniu polegało na tryskających kliszach”. Carey po raz kolejny zdecydowała się na krótką światową trasę zatytułowaną Daydream World Tour. Ogłoszono siedem dat koncertów, z których trzy odbyły się w Japonii i cztery w całej Europie. Gdy bilety trafiły do sprzedaży, Carey ustanowiła rekordy, gdyż wszystkie 150 tys. biletów na jej trzy występy na największym stadionie w Japonii, Tokyo Dome, wyprzedały się w czasie poniżej trzech godzin. Carey zdobyła dwie nagrody American Music Award: dla ulubionej artystki pop/rockowej i ulubionej artystki Soul/R&B. Album Daydream i single z niego pochodzące otrzymały sześć nominacji do nagrody Grammy w 1996. Carey wystąpiła na otwarciu gali rozdania nagród razem z zespołem Boyz II Men, z którym wykonała utwór „One Sweet Day”. Nie otrzymała jednak żadnej nagrody, co skomentowała słowami: „Co mogę zrobić? Nigdy więcej nie będę rozczarowana. Po tym, jak siedziałam przez całe wydarzenie i nie wygrałam, mogę sobie poradzić ze wszystkim”. Wydarzenie z powodu nieotrzymania ani jednej nagrody przez Carey spotkało się z kontrowersyjnym odbiorem przez publiczność. W 1996 ze względu na rekordową roczną sprzedaż albumu Daydream w Japonii tygodnik „Billboard” ogłosił Carey „zagraniczną artystką roku” w tymże kraju.

#### 1997–2000: Nowy wizerunek i niezależność,ButterflyiRainbow
Wraz z kolejnymi albumami zaczęła wykorzystywać więcej gatunków muzycznych w swoich utworach. W przypadku płyty Butterfly współpracowała z producentami i autorami tekstów piosenek, takimi jak Sean Combs, Kamaal Fareed, Missy Elliott oraz Jean Claude Oliver czy Samuel Barnes z Trackmasters. Podczas nagrywania albumu Carey i Mottola zerwali ze sobą współpracę. Oprócz odmiennego podejścia do albumu krytycy zwrócili uwagę na zmieniony styl śpiewu Carey, który ona sama opisała jako szmer. Jej nowo odnaleziony styl śpiewu spotkał się z mieszanym przyjęciem; niektórzy krytycy uważali, że jest to znak dojrzałości, podczas gdy inni czuli, że jest to oznaka jej coraz bardziej słabnącego głosu. Główny singiel albumu „Honey” wraz z towarzyszącym mu teledyskiem zaprezentował bardziej zmysłowy wizerunek Carey. Piosenkarka sądziła, że jej wizerunek nie był „tak bardzo oderwany od tego, co zrobiła w przeszłości”. Stwierdziła: To nie tak, że odbiło mi na psychikę i myślałam, że zostanę raperem. To piekło, które chciałam zrobić. Recenzje dla Butterfly były ogólnie pozytywne; „Rolling Stone” napisał: To nie tak, jakby Carey całkowicie zrezygnowała ze swojej starej sakralnej ballady w stylu Whitney Houston (...), ale dominujący nastrój tego albumu jest chłodną, erotyczną zadumą; redaktor Stephen Thomas Erlewine z portalu AllMusic określił wokal Carey jako „bardziej zrównoważony i bardziej kontrolowany niż kiedykolwiek” i zwiastował Butterfly jako „jedną z jej najlepszych nagrań, ze względu na to, iż pokazuje, że Carey wciąż doskonali i udoskonala swoją muzykę, co czyni ją rzadkością wśród twórczości jej rówieśników z lat 90. XX wieku”. Album osiągnął komercyjny sukces, chociaż mniejszy niż poprzednie jej płyty.
Carey w późnych latach 90. zaczęła rozwijać inne projekty. 14 kwietnia 1998 uczestniczyła w koncercie na rzecz dobroczynności VH1 Divas, w którym zaśpiewała u boku Arethy Franklin, Céline Dion, Shani Twain, Glorii Estefan i Carole King. Zaczęła też opracowywać projekt filmowy pod roboczym tytułem All That Glitters, później ponownie zatytułowany Glitter i napisała piosenki do innych projektów, takich jak Faceci w czerni oraz Grinch: Świąt nie będzie. Po Glitterze zaczęła pisać materiał na nowy album. Dyrektorzy Sony Music chcieli, aby przygotowała kolekcję największych przebojów na okres świąteczny. Chcieli wydać album, który zawierałby jej singiel numer 1. w Stanach Zjednoczonych i jej międzynarodowe top piosenki w europejskich wersjach, bez żadnych nowych materiałów, podczas gdy Carey czuła, że album kompilacyjny powinien odzwierciedlać jej najbardziej osobiste piosenki, nie tylko te najbardziej komercyjne. Album pt. #1's z 1998 zawierał jej duet z Whitney Houston, „When You Believe”, który znalazł się na ścieżce dźwiękowej do filmu Książę Egiptu i stał się fenomenem w Japonii, sprzedając się w ponad 1 mln egzemplarzy w pierwszym tygodniu sprzedaży, czyniąc z Carey jedynego międzynarodowego artystę, który dokonał tego wyczynu. Sprzedał się w nakładzie ponad 3,25 mln egzemplarzy (włączając wartość importowaną) w Japonii już po pierwszych trzech miesiącach i jest najlepiej sprzedającym się albumem nieazjatyckiego artysty wszech czasów w Japonii. Carey tym samym pokonała rekord Whitney Houston z płytą Bodyguard, która sprzedała się w nakładzie 2,8 mln egzemplarzy w Japonii.
Wiosną 1999 rozpoczęła pracę nad ostatnim albumem w ramach kontraktu płytowego z Sony. Z powodu presji i niezręcznego związku, w jakim Carey się znalazła, będąc w Sony, ukończyła album w okresie trzech miesięcy w lecie 1999, szybciej niż którykolwiek w przypadku innych jej albumów. Po raz kolejny współpracowała z nową grupą producentów muzycznych i autorów tekstów piosenek, takich jak Jay-Z i DJ Clue. Napisała także dwie ballady z Davidem Fosterem i Diane Warren. Album pt. Rainbow wydała 2 listopada 1999. Carey zadebiutowała z płytą na drugim miejscu na liście Billboard 200. W międzyczasie wzrosły kłopotliwe relacje Carey z Columbią Records, ponieważ pododdział koncernu wytwórni Sony zatrzymał promocję płyty po pierwszych dwóch singlach. Dyrektorzy Columbii czuli, że Rainbow nie ma żadnego mocnego singla do promowania, podczas gdy Carey chciała wydać balladę. Doprowadziło to do publicznego zaciekawienia, gdy Carey zaczęła zamieszczać wiadomości na swojej stronie internetowej, przekazując fanom informacje wewnętrzne na temat sporu, a także polecając im, aby prosili w stacjach radiowych o puszczanie „Can't Take That Away”. Piosenka została wydana, ale Carey odkryła, że utwór został wydany w ograniczonym i mało promocyjnym wydaniu, co sprawiło, że stał się komercyjnie nierentowny. Odbiór Rainbow był ogólnie entuzjastyczny. Szkocki tygodnik „Sunday Herald” napisał, że album „dostrzega jej imponująco chwiejącą się duchową balladę i współpracę z reprezentantami ciężkiego R&B, takimi jak Snoop Dogg i Usher (...)” oraz stwierdził, że Rainbow to „dopracowana kolekcja pop-artu dusza”. Mimo komercyjnego sukcesu Rainbow stał się najmniej sprzedającym się albumem Carey do tego momentu w jej karierze.

#### 2001–2003: Walki osobiste i zawodowe,GlitteriCharmbracelet

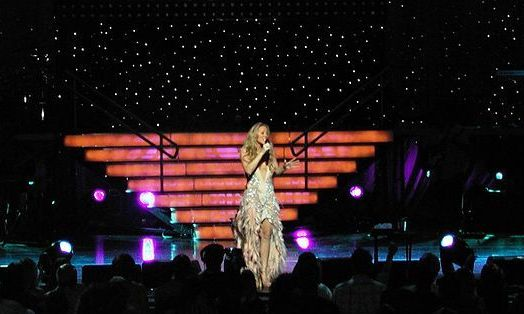
Mariah wykonująca utwór „Hero” podczas swojej światowej trasy koncertowej w Charmbracelet w 2003.

Po tym, jak otrzymała nagrodę Billboard Music Awards „Artysty Dziesięciolecia” i nagrodę World Music Award „Międzynarodowej Bestsellerowej Artystki (The Diamond Award)”, rozstała się z pododdziałem Sony i podpisała szacowany na 100 mln dolarów kontrakt z wytwórnią Virgin Records America (EMI Records) w kwietniu 2001, co jest jednym z najdroższych spisanych umów w historii przemysłu muzycznego. Kontrakt obejmował wydanie pięciu albumów studyjnych. Carey otrzymała pełną konceptualną i twórczą kontrolę nad projektem. Postanowiła nagrać album częściowo zmiksowany z latami 80. XX wieku i wpłynąć na disco, a także inne podobne gatunki, aby iść w parze z założeniami filmu Glitter. Często mówiła, że Columbia uważała ją za towar, a jej rozłąka z Mottolą zaostrzyła jej relacje z kierownikami wytwórni. Zaledwie kilka miesięcy później, w lipcu 2001, szeroko rozpowszechniono doniesienia, że Carey doznała załamania fizycznego i emocjonalnego. Zostawiła wiadomości na swojej stronie internetowej, na którą skarżyła się, że jest przepracowana, a jej trzyletni związek z piosenkarzem Luisem Miguelem zakończył się. W wywiadzie udzielonym w następnym roku powiedziała: „Byłam z ludźmi, którzy tak naprawdę mnie nie znają i nie miałam osobistego asystenta, udzielałam wywiadów przez cały dzień i w zamian otrzymywałam, jeśli już, dwie godziny snu na noc”. Ze względu na presję ze strony mediów, jej ciężki harmonogram pracy i rozstanie z Miguelem, Carey zaczęła publikować serię niepokojących wiadomości na swojej oficjalnej stronie internetowej i pokazywała nieobliczalne zachowanie podczas kilku imprez promocyjnych na żywo. 19 lipca 2001 pojawiła się niespodziewanie w programie MTV Total Request Live (TRL). Gdy gospodarz programu, Carson Daly zaczął nagrywać go po przerwie w reklamach, Carey wyszła, pchając wózek z lodami w wielkiej męskiej koszuli i zaczęła striptiz, w którym zrzuciła koszulę, aby ukazać ciasno żółty i zielony strój. Podczas gdy później ujawniła, że Daly był świadomy jej obecności w budynku przed jej pojawieniem się, ukazanie się Carey w Total Request Live spotkało się z dużym zainteresowaniem mediów. Kilka dni później, Carey zaczęła publikować nieregularne nagrania z głosem i wiadomości na swojej oficjalnej stronie internetowej: „Próbuję zrozumieć sprawy w moim życiu, więc naprawdę nie czuję, że powinnam robić muzykę już teraz. Chciałabym zrobić sobie małą przerwę lub przynajmniej przespać noc bez kogoś, kto wyskoczy na temat wideo. Jedyne, czego naprawdę chcę, to być po prostu mną i to właśnie powinnam była zrobić w pierwszym miejscu... Nie mówię tak wiele, ale zgadnij co, nie dbam o siebie”. Po szybkim usunięciu wiadomości Cindi Berger, rzeczniczka prasowa piosenkarki, podała do wiadomości publicznej, że Carey była „najwyraźniej wyczerpana i nie myślała jasno”, kiedy pisała listy. 26 lipca została hospitalizowana i znalazła się pod opieką szpitala psychiatrycznego. Jako powód, jej rzeczniczka prasowa podała „skrajne wyczerpanie artystki” i „załamanie fizyczne i emocjonalne”. Carey została przeniesiona do nieujawnionego szpitala w Connecticut, i pozostała hospitalizowana pod opieką lekarza przez dwa tygodnie, a następnie przedłużyła swoją nieobecność. Po ciężkich relacjach medialnych związanych z nagłymi awariami i hospitalizacją Carey, Virgin Records America i 20th Century Fox opóźniły wydanie filmu Glitter, a także ścieżki dźwiękowej o tej samej nazwie. Omawiając słabą komercyjną reakcję tego projektu, Carey obwiniała zarówno jej punkt widzenia w czasie, kiedy została wydana, jak i opóźnienie, a także ścieżkę dźwiękową wydaną 11 września, w dniu zamachów terrorystycznych, przeprowadzonych przez Al Kaidę na terenie Stanów Zjednoczonych. Krytycy obejrzeli Glitter, a także towarzyszącą mu ścieżkę dźwiękową; oba projekty okazały się nieskuteczne komercyjnie. Towarzyszący album ze ścieżką dźwiękową filmowi Glitter, stał się najmniej sprzedającym się albumem do tamtego momentu. „The St. Louis Post-Dispatch” odrzucił go jako „absolutny bałagan, który przejdzie jako irytująca skaza na karierze, która, choć nie zawsze była krytycznie zwiastowana, była co najmniej prawie zawsze udana”. Po negatywnej chmurze, która w tym czasie rządziła życiem osobistym Carey, a także słabym odbiorem projektu, jej płyta nagrana w cenie 100 mln dolarów z Virgin Records America (EMI Records) została wykupiona za 50 mln dolarów. Wkrótce potem, Carey poleciała na wyspę Capri we Włoszech i przebywała tam przez okres pięciu miesięcy, w którym zaczęła pisać materiał do swojego nowego albumu, wywodzący się ze wszystkich osobistych doświadczeń, które przeżyła w ciągu ostatniego roku. Carey później powiedziała, używając amerykańskiego, więziennego slangu, że jej czas w Virgin był „kompletnym i pełnym stresu festem (...)”. Ponadto stwierdziła: „Objęłam całkowicie decyzję, opartą na zarobkach, a nigdy przedtem nie podejmowałam jej na podstawie pieniędzy”. W tym samym roku podpisała kontrakt z Island Records, o wartości ponad 24 mln dolarów i uruchomiła wytwórnię płytową MonarC. W tym samym czasie jej ojciec, z którym miała średni kontakt od dzieciństwa, zmarł na raka.
W 2002 została obsadzona w niezależnym filmie Kłopoty na zamówienie wraz z Mirą Sorvino i Melorą Walters, które zagrały jako kelnerki w restauracji obsługiwanej przez gangsterów. Premiera odbyła się na festiwalu filmowym w Sundance i otrzymała ogólnie negatywną krytyczną odpowiedź, chociaż pochwalono wizerunek postaci Carey. Fox News określiło ją jako „Thelma Ritter na nowe tysiąclecie” i napisało o niej: „(...) Udaje jej się uzyskać odpowiedni śmiech (w danej sytuacji)”. Później wykonała amerykański hymn narodowy, by zdobyć pozytywne noty podczas Super Bowl XXXVI, na stadionie Mercedes-Benz Superdome w Nowym Orleanie. Pod koniec 2002 wydała album pt. Charmbracelet, który określiła jako „nowe życie za życia”. Choć wydany w następstwie albumu Glitter i powrotu Carey na scenę muzyczną, Charmbracelet miał umiarkowaną sprzedaż, jakość wokalu Carey była krytykowana. „The Boston Globe” ogłosiło, że „album jest najgorszy w jej karierze i ujawnił głos, który nie jest już zdolny ani do gimnastyki opartej na grawitacji, ani do miękkich dźwięków”. Redaktor AllMusic, Stephen Thomas Erlewine wyrażał podobne uczucia i pisał: „Największym problemem jest to, że głos Mariah jest nagrywany w strzępach na całej płycie, nie może już dłużej gruchać ani cicho nucić, ani też nie może wykonywać swoich charakterystycznych, grających w sprzeczności ruchów wokalnych”.
W kwietniu 2003 ogłosiła, że będzie koncertować w bieżącym roku. Trasa zatytułowana The Charmbracelet World Tour: An Intimate Evening with Mariah Carey rozgrywająca się w Ameryce Północnej i Azji Wschodniej przez trzy miesiące, odbywała się zazwyczaj w mniejszych salach, a nie arenach. W Stanach Zjednoczonych pokazy odbywały się w kinach i na coś, co miało większy wpływ na Broadway. Mariah opisała koncerty w następujący sposób: „Jest o wiele bardziej intymnie, dzięki czemu poczujesz się jakbyś miał doświadczenie, doświadczasz nocy ze mną”. Gdy mniejsze produkcje były rezerwowane na całej trasie przez państwowe pieniądze, Carey występowała na stadionach w Azji i Europie, występując dla tłumu ponad 35 tys. osób w Manili (stolicy Filipin), 50 tys. w Malezji i ponad 70 tys. ludzi w Chinach. W Wielkiej Brytanii stał się pierwszym tournée Carey oprócz Londynu, pierwszymi rezerwacjami aren w Glasgow, Birmingham i Manchesterze. Koncerty z cyklu Charmbracelet World Tour zebrały na ogół pozytywne opinie krytyków muzycznych i uczestników, z których wiele komplementowało jakość wokalu Carey na żywo, a także całą produkcję.

#### 2004–2007: Odzyskanie renomy wraz zThe Emancipation of Mimi

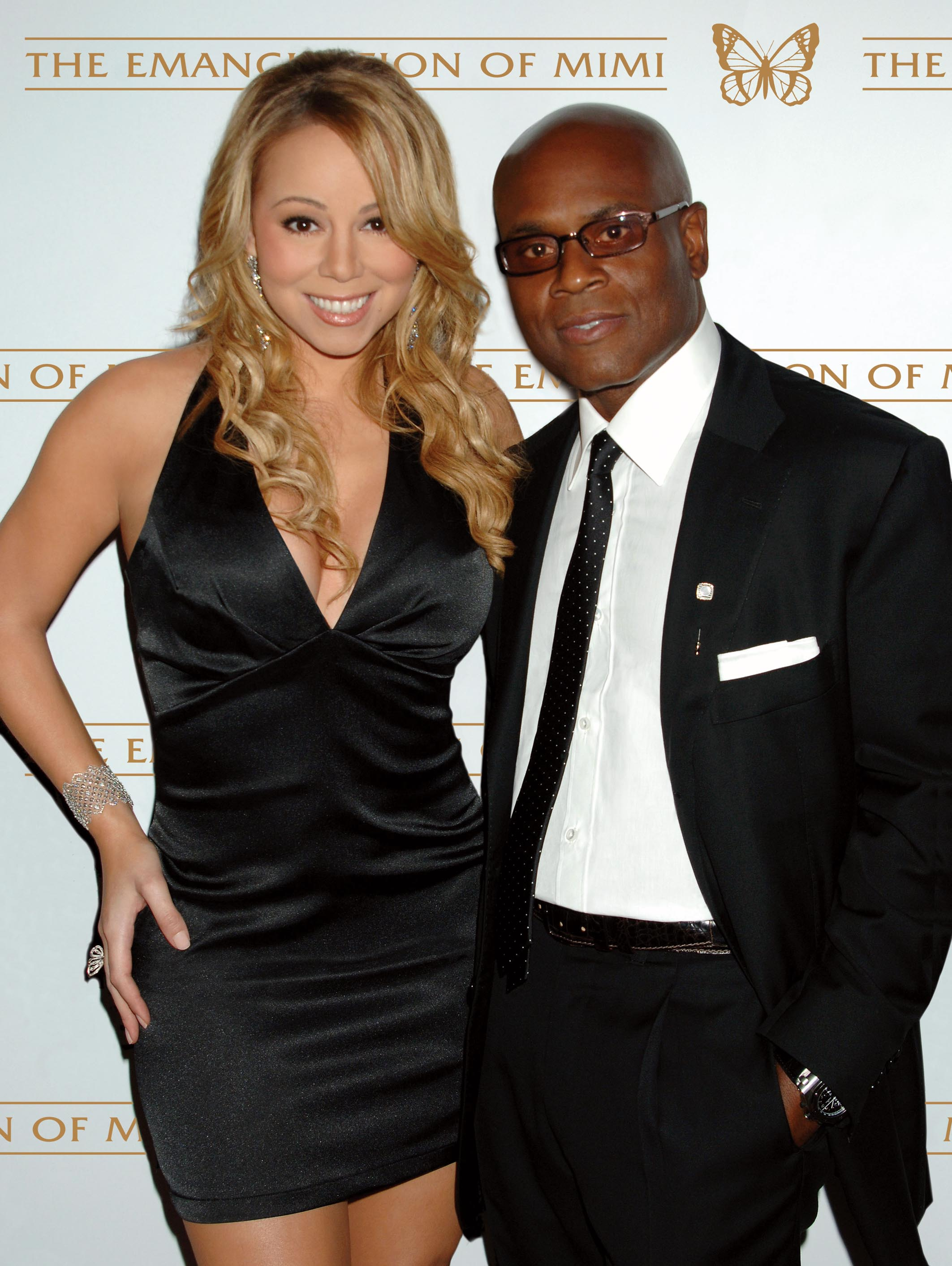
Mariah na uroczystości prasowej, wraz z byłym szefem Island Records, L.A. Reidem w 2005.

Przez cały okres 2004 skupiała się na komponowaniu materiału na swój dziesiąty album pt. The Emancipation of Mimi z 2005, na którym pracowała głównie z Jermaine Dupri, a także Bryanem-Michaelem Cox’em, Manuelem Seal, The Neptunes i Kanye Westem. Album zadebiutował na listach przebojów w kilku krajach i został ciepło przyjęty przez krytyków. „The Guardian” określiło go jako „fajną, skoncentrowaną i miejską (część) pierwszych melodii Mariah Carey w stylu lat, w których nie musiałaby płacić za ich słuchanie”, podczas gdy „USA Today” napisało: „Ballady i numery w średnim tempie, naprawdę odzwierciedlają odnowioną pewność siebie u ptaka śpiewającego, który zrobił jej zdjęcia i trzymał się latania”. Drugi singiel albumu „We Belong Together” stał się piosenką przez definiującą karierę Carey, w czasach, w których wielu krytyków rozważało jej dalszą karierę. Krytycy muzyczni zwiastowali piosenkę jako powrót do formy piosenkarki”, a także „powrót głosu”, podczas gdy wielu uważało, że „ożywi ona wiarę” w potencjale Carey jako wykonawczyni ballad. Utwór dotarł do pierwszego miejsca zestawienia Hot 100 „Billboardu”. Po pobycie na pierwszym miejscu przez 14 nie następujących po sobie tygodni piosenka stała się drugim najdłuższym numerem jeden w historii amerykańskiej listy przebojów, za współpracą Carey z Boyz II Men z 1996. „Billboard” określił ją jako „piosenkę dekady” i dziewiątą najpopularniejszą piosenkę wszech czasów. Oprócz sukcesów na wykresie piosenka pobiła kilka nagrań z airplay, a według Nielsen Broadcast Data Systems zebrała zarówno największą jednodniową, jak i tygodniową publiczność w historii.
25 września 2005 ustanowiła kolejny rekord, stając się pierwszą kobietą, która zajęła pierwsze dwa miejsca na Hot 100. „We Belong Together” pozostała na pierwszym miejscu, a jej kolejny singiel „Shake It Off” uplasował się na drugim miejscu. Na liście końcoworocznej Hot 100 „Billboard’u” z 2005, piosenka „We Belong Together” została uznana za piosenkę numer jeden, pierwszą w karierze Carey w zestawieniu podsumowującym przeboje w ciągu roku. Oprócz niej, na liście na pozycji piętnastej znalazł się utwór „Shake It Off”. „Billboard” umieścił „We Belong Together” na dziewiątej pozycji w rankingu Billboard Hot 100 wszech czasów i został uznany za najbardziej popularną piosenkę z pierwszej dekady XXI wieku według tego czasopisma muzycznego. Album zdobył dziesięć nominacji do nagrody Grammy w latach 2006–2007: osiem w 2006 za oryginalną wersję (najwięcej nominacji otrzymała Carey w ciągu jednego roku) i dwie w 2007 za wersję Ultra Platinum (z której „Don't Forget About Us” stał się jej siedemnastym przebojem numerem jeden). W 2006 wygrała trzy nagrody Grammy w kategoriach: „Najlepsze Contemporary R&B” (za album The Emancipation of Mimi), „Najlepsza kobieca wokalistka R&B” i „Najlepsza piosenka R&B” (dla „We Belong Together”). Album The Emancipation of Mimi był najlepiej sprzedającym się albumem w Stanach Zjednoczonych w 2005, sprzedano prawie 5 mln sztuk. Był to pierwszy album solowy artystki, który stał się albumem roku i ponowił rekord Alanis Morissette z płytą Jagged Little Pill, która wyprzedziła coroczną listę sprzedaży w 1996. Pod koniec 2005 Międzynarodowa Federacja Przemysłu Fonograficznego, zwana skrótowo IFPI, poinformowała, że album Mariah sprzedał się w nakładzie ponad 7,7 mln egzemplarzy na całym świecie, i był drugim najlepiej sprzedającym się albumem roku po albumie zespołu Coldplay X&Y. Był to najlepiej sprzedający się album na świecie autorstwa solowej i żeńskiej artystki. Do tej pory, sprzedaż wydawnictwa szacuje się na 10–12 mln egzemplarzy. Podczas 48. gali rozdań nagród Grammy, Carey wykonała utwory „We Belong Together” oraz „Fly Like a Bird”.
Promując album, Carey wyruszyła w swoją pierwszą trasę koncertową od trzech lat, zatytułowaną The Adventures of Mimi: The Voice, The Hits, The Tour. Trasa obejmowała czterdzieści miejscowości, w tym trzydzieści dwie w Stanach Zjednoczonych i Kanadzie. Otrzymała dobre recenzje krytyków muzycznych i fanów, z których wielu chwaliło jakość wokali na żywo, a także całe show. 30 listopada 2007 ukazało się DVD koncertowe o nazwie The Adventures of Mimi.

#### 2008:E = MC²

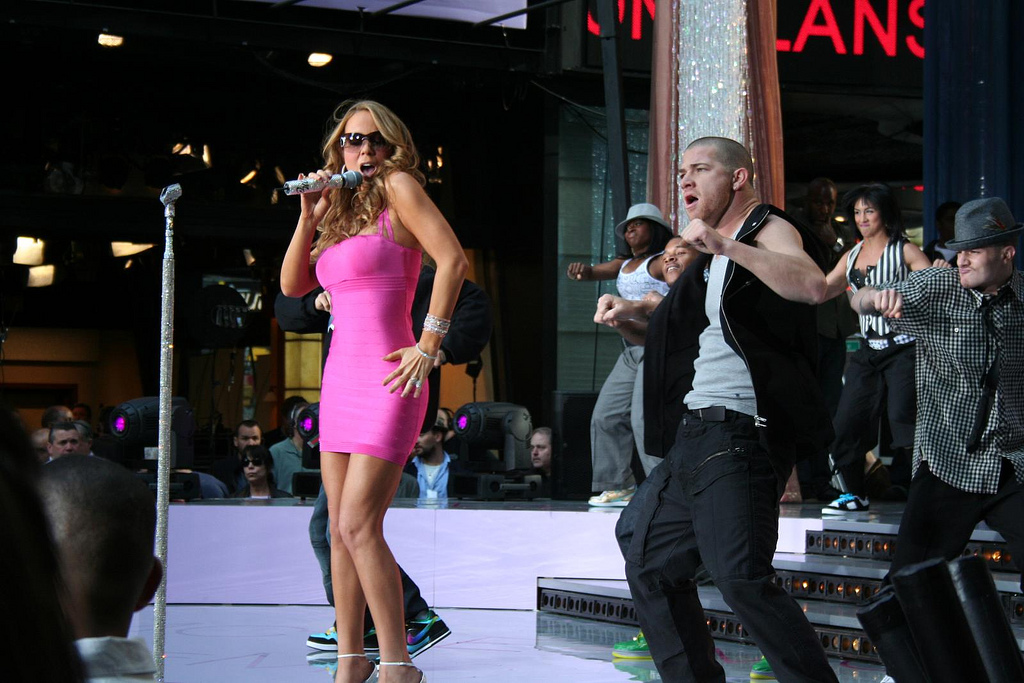
Carey występując z utworem „Touch My Body” w programie Good Morning America w 2008.

Wiosną 2007 w prywatnej willi w Anguilli rozpoczęła pracę nad swoim 11. albumem studyjnym E = MC². Mimo tego, że wydawnictwo wydane w 2008, zostało dobrze odebrane przez większość krytyków, niektórzy z nich zwracali uwagę na to, że jest bardzo podobne do formuły poprzedniego formatu. Dwa tygodnie przed wydaniem albumu, główny singiel z płyty, „Touch My Body”, osiągnął najwyższą pozycję na liście Billboard Hot 100, stając się osiemnastą taką piosenką Carey w karierze i czyniąc ją solowym artystą z największą liczbą singli numer 1 w Stanach Zjednoczonych po The Beatles. Trzecią pozycję w zestawieniu zajmuje Elvis Presley. Piosenkarka stała się również muzykiem, który osiągnął najdłuższy okres notowań na szczycie list przebojów w USA wraz z The Beatles – 79 tydzień.

## Dyskografia

### Albumy studyjne
- Mariah Carey (1990),
- Emotions (1991),
- Music Box (1993),
- Merry Christmas (1994),
- Daydream (1995),
- Butterfly (1997),
- Rainbow (1999),
- Glitter (2001),
- Charmbracelet (2002),
- The Emancipation of Mimi (2005),
- E=MC² (2008),
- Memoirs of an Imperfect Angel (2009),
- Merry Christmas II You (2010),
- Me. I Am Mariah... The Elusive Chanteuse (2014),
- Caution (2018),
- The Rarities (2020).

## Trasy koncertowe

### Trasy
- 1993: Music Box Tour,
- 1996: Daydream World Tour,
- 1998: Butterfly World Tour,
- 2000: Rainbow World Tour,
- 2003–2004: Charmbracelet World Tour,
- 2006: The Adventures of Mimi,
- 2009–2010: Angels Advocate Tour,
- 2014: The Elusive Chanteuse Show Tour,
- 2016: The Sweet Sweet Fantasy Tour,
- 2018: The #1's Tour,
- 2019: Caution World Tour.

### Rezydentury
- 2009: Live at the Pearl,
- 2014–2018: All I Want for Christmas Is You: A Night of Joy and Festivity,
- 2015–2017: #1 to Infinity,
- 2018–2019: The Butterfly Returns.

### Gościnnie
- 2017: All The Hits Tour.

## Filmografia
Pełna filmografia z uwzględnieniem jedynie ról aktorskich.
Filmy fabularne
| Rok  | Tytuł                             | Rola          |
| ---- | --------------------------------- | ------------- |
| 1999 | Kawaler                           | Ilana         |
| 2001 | Glitter                           | Billie Frank  |
| 2002 | Kłopoty na zamówienie (WiseGirls) | Raychel       |
| 2005 | State Property 2                  | Kobieta       |
| 2008 | Tennessee                         | Krystal Evans |
| 2009 | Hej, skarbie                      | Pani Weiss    |
| 2013 | Kamerdyner                        | Hattie Pearl  |

Komedie
| Rok  | Tytuł                     | Rola     |
| ---- | ------------------------- | -------- |
| 2008 | Nie zadzieraj z fryzjerem | Ona sama |

Seriale telewizyjne
| Rok  | Tytuł       | Rola          |
| ---- | ----------- | ------------- |
| 2002 | Ally McBeal | Candy Cushnip |